# Boloria tatsien-louana
Boloria tatsien-louana är en fjärilsart som beskrevs av Reuss 1925. Boloria tatsien-louana ingår i släktet Boloria och familjen praktfjärilar. Inga underarter finns listade i Catalogue of Life.